# ويلفريد جاكسون
ويلفريد جاكسون (بالإنجليزية: Wilfred Jackson)‏ هو منتج أفلام ورسام رسوم متحركة ومخرج أمريكي، ولد في 24 يناير 1906 في شيكاغو في الولايات المتحدة، وتوفي في 7 أغسطس 1988 في Balboa Island, Newport Beach ‏ في الولايات المتحدة.

## وصلات خارجية
- ويلفريد جاكسون على موقع IMDb (الإنجليزية)
- ويلفريد جاكسون على موقع ألو سيني (الفرنسية)
- ويلفريد جاكسون على موقع أول موفي (الإنجليزية)
- ويلفريد جاكسون على موقع قاعدة بيانات الأفلام السويدية (السويدية)
- ويلفريد جاكسون على موقع قاعدة بيانات الفيلم (الإنجليزية)
- ويلفريد جاكسون على موقع كينوبويسك (الروسية)